# Transmorphers: Fall of Man
Série
Robot War
(2007)
Pour plus de détails, voir Fiche technique et Distribution.
Transmorphers: Fall of Man (anciennement Transmorphers 2) est un film américain de science-fiction produit par le studio de cinéma américain The Asylum, sorti en 2009. Il s’agit d’une préquelle du film Transmorphers de 2007.
Comme son titre l’indique, ce film est un mockbuster de Transformers 2 : La Revanche. L’intrigue, cependant, emprunte aux films Transmorphers de 2007, Terminator 3 : Le Soulèvement des machines et Maximum Overdrive. Contrairement à Transmorphers, le film est sorti directement en DVD avec une cote R aux États-Unis et une cote de 15 au Royaume-Uni.

## Synopsis
Le film se déroule en 2009, 300 ans avant les événements du premier du film Transmorphers. Le narrateur décrit comment le gouvernement américain savait ce qui se passait. Une femme est vue conduisant imprudemment sur une autoroute californienne, tout en se disputant au téléphone. L’agent de police Ryan Hadley l’arrête et lui donne un avertissement. L’homme avec qui elle parlait la rappelle, mais elle lui dit de partir et jette le téléphone portable. Le téléphone se transforme alors en une araignée robotique qui l’attaque et la tue.
À la base aérienne Edwards, un officier de la NSA informe son supérieur de l’interception d’un signal. À Los Angeles, Jo Summers est choquée de lire dans le journal le récit de la mort de la femme de la voiture. Dans la morgue du comté de Kern, la police est déconcertée par la blessure qui a tué la conductrice. Madison arrive à la maison pour découvrir que sa télévision est éteinte. Un réparateur est appelé pour réparer le téléviseur. Il s’avère que c’est être Jake, un vieil ami de Madison, qui ne l’a pas revue depuis son retour d’un déploiement militaire. Jake va inspecter l’antenne parabolique, mais il est choqué lorsqu’elle se transforme en robot. Il court à l’intérieur pour avertir Madison, mais quand ils retournent à l’extérieur, le robot est parti. Jo Summers rencontre l’agent Hadley pour enquêter sur la mort de la conductrice, mais la NSA se présente et lui demande de les accompagner. Elle conseille à Hadley de retrouver le téléphone manquant de la conductrice.
Un homme conduit un SUV lorsque son GPS lui donne un avertissement, lui laissant cinq secondes pour sortir du véhicule, avant de lui tirer dans le front avec un laser. Ryan Hadley rencontre Madison et Jake et entend leur histoire. Il les emmène dans sa voiture pour chercher le téléphone portable, mais il est appelé sur les lieux où a été découvert le corps du conducteur du SUV. Un jeune garçon dit à Hadley que le SUV a jeté le corps et s’est enfui tout seul. Hadley prend le téléphone cellulaire de la première conductrice pour l’amener au bureau du coroner. Il intercepte ensuite le SUV, qui tente de l’emboutir. Lorsque Ryan Hadley arrête le SUV, ils sont attaqués par le robot antenne satellite. Ils s’éloignent, mais sont poursuivis par le SUV, qui se transforme également en robot.
Les machines prennent rapidement le contrôle de la Terre. Après avoir survécu à un assaut qui tue Hadley, un petit groupe apprend que les extraterrestres changent l’eau et l’atmosphère pour s’adapter à leur physiologie. Ils entendent parler de cela par un soldat qui prétend que cette information vient de Russie, où ils ont capturé et torturé l’une des machines. Ils parviennent à récupérer des explosifs et à détruire l’un des dispositifs de terraformation. Cela a cependant un effet négatif : la libération de produits chimiques toxiques dans l’atmosphère, et le déclenchement d’un holocauste nucléaire qui tue des milliards de personnes. Les machines se sont adaptées et survivent. Ce qui reste de l’humanité se réfugie sous terre, acceptant à contrecœur leur sort.

## Distribution
- Bruce Boxleitner : le shérif Hadley Ryan
- Jennifer Rubin : Dr Jo Summers
- Shane Van Dyke : Jake Van Ryberg
- Alana DiMaria : Madison Ryan
- Russ Kingston : Stan Weston
- Silvy Kas : l’officier Stevens
- Debra Harrison-Lowe : Mary Jo
- Amy Van Horne : Liz
- Benjamin W. Smith : le gardien
- Vana O’Brian : Grand-mère
- Jay Beyers : Rocker Dude
- Jason Yorrick : Drake
- Londale Theus : le maire Ethan Holt
- Iona Thonger : Dr Collins
- Dana DiMatteo : Lucius
- Hiram Gonzalez : Clay
- Dean Kreyling : Hank
- Cole Protzman : Jeffrey
- Chad Vigil : Tommy
- Aidan Bristow : le commandant
- D.T. Carney : mécanicien d'avion
- Corinne Dutra : Pacemaker
- Jack Goldenberg : le sergent Monroe

## Production
Transmorphers: Fall of Man est sorti le 30 juin 2009, moins d’une semaine après la première de Transformers: Revenge of the Fallen.
Scott Wheeler réalise le film, remplaçant Leigh Scott, le réalisateur de Transmorphers. Le film a également été le premier film de The Asylum à sortir en Blu-ray.

## Accueil

### Réception critique
Transmorphers: Fall of Man a suscité une réaction mitigée des critiques, considérablement plus favorables à son prédécesseur. Felix Vasquez Jr. de Cinema Crazed, qui a donné une critique positive au film d’origine Transmorphers, a déclaré : « Il y a des moments où Transmorphers 2 se montre à la hauteur de l’occasion et instille un sentiment d’urgence dans le déroulement, mais il faut trop de temps pour que quelque chose se passe. C’est une longue période d’ennui avec quelques moments d’excitation, mais les contre dépassent considérablement les pour ».